# سیارک ۵۵۴۱۸
سیارک ۵۵۴۱۸ (به انگلیسی: 55418 Bianciardi، نامگذاری:2001TJ17) پنجاه و پنج هزار و چهارصد و هجدهمین سیارک کشف شده‌است که در ۱۳ اکتبر ۲۰۰۱ کشف شد.